# 圭亞那哈氏甲鯰
圭亞那哈氏甲鯰（学名：Harttia guianensis）為輻鰭魚綱鯰形目甲鯰科的一種熱帶淡水魚，种加词 guianensis 意为“圭亚那的”。分布於南美洲Sinnamary與Approuague河流域，體長可達17.5公分，棲息在沙石底質底層水域，生活習性不明。